# Selma Aliye Kavaf
Selma Aliye Kavaf, née le 1er juillet 1962 à Denizli (Turquie), est une femme politique turque. Elle préside la section féminine de l'AKP entre 2002 et 2009 puis est ministre d'État chargée des Femmes et des Affaires familiales entre 2009 et 2011.

## Biographie
Homophobe, elle a déclaré s'opposer à l'homosexualité : « Je crois que l'homosexualité est un trouble biologique, une maladie, il faut la traiter ». Ses propos ont suscité une polémique et ont été dénoncés par des militants LGBT turcs.
Elle est élue députée en 2023 à Manisa sur la liste du Parti républicain du peuple.

## Source de la traduction
- (en) Cet article est partiellement ou en totalité issu de l’article de Wikipédia en anglais intitulé « Selma Aliye Kavaf » (voir la liste des auteurs).